# غل زرد (أشترينان)
غل زرد (بالفارسية: گل زرد) هي مستوطنة تقع في إيران في قسم أشترینان الريفي. يقدر عدد سكانها بـ 205 نسمة .